# Campeonato Roraimense de Futebol de 2007
O Campeonato Roraimense de Futebol de 2007 foi a 52.ª edição do torneio e aconteceu entre 31 de março e 2 de junho de 2007. Devido às reformas no Estádio Flamarion Vasconcelos, o primeiro turno deste campeonato ocorreu no Estádio Ribeirão.
Ao fim do mesmo, o Baré consagrou-se como o melhor ataque, com 26 golos. Baré e Roraima empataram com 5 golos como melhor defesa. As maiores goleadas foram Roraima 6 a 0 Rio Negro (terceira rodada do primeiro turno) e Baré 6 a 0 GAS (segunda rodada do segundo turno da chave B). O Roraima conquistou seu 15º campeonato estadual vencendo o primeiro e o segundo turno, sendo o Baré o vice-campeão.

## Fórmula de disputa
Pelo regulamento redigido pela Federação Roraimense de Futebol (FRF), no primeiro turno os seis clubes jogam entre si, com jogos apenas de ida, e o primeiro colocado será o campeão. No segundo turno são criadas duas chaves (A e B) com três clubes cada. Todos os integrantes jogam entre si, com jogos apenas de ida. Os líderes de cada chave, ao final, enfretam-se na final do segundo turno definindo um campeão para o turno.
Os campeões dos dois turnos confrontam-se em dois jogos, o que somar mais golos no final será o vencedor. Caso um mesmo clube conquiste o primeiro e segundo turnos, este consagrá-se-á campeão do Campeonato Roraimense de Futebol de 2007.

### Critérios de desempate
Para o desempate classificatório (empate no número de pontos) listam-se os seguintes critérios, a ser consultados nesta ordem:
1. Golos sofridos (defesa menos vazada vence)
2. Cartões vermelhos (clube com menos expulsões vence)
3. Sorteio

Estes critérios foram alvo de fortes críticas de torcedores e da imprensa.

## Clubes
Neste campeonato dois clubes tradicionais anunciaram que não participariam, Náutico Futebol Clube e Atlético Progresso Clube (sendo este o único clube profissional do interior do estado).
- Atlético Roraima Clube
- Baré Esporte Clube
- Grêmio Atlético Sampaio (GAS)
- São Raimundo Esporte Clube
- River Esporte Clube
- Atlético Rio Negro Clube
- Náutico Futebol Clube

## Primeiro turno
| Campeão (1º turno)      | RORAIMA |
| Vice-campeão (1º turno) | Baré    |

À exceção da oitava rodada, todos os jogos aconteceram no estádio Ribeirão. Um destaque foi a forte presença do público, provavelmente devido à localização do estádio (na periferia) e às entradas francas.
- Primeira rodada (31 de março de 2007 - Sábado)

| Horário |              |     |       | Estádio  |
| ------- | ------------ | --- | ----- | -------- |
| 17h00   | São Raimundo | 2x1 | River | Ribeirão |
| 19h15   | Baré         | 5x0 | GAS   | Ribeirão |

- Segunda rodada (3 de abril de 2007 - Terça-feira)

| Horário |         |     |           | Estádio  |
| ------- | ------- | --- | --------- | -------- |
| 18h30   | GAS     | 4x3 | Rio Negro | Ribeirão |
| 20h15   | Roraima | 3x1 | River     | Ribeirão |

- Terceira rodada (7 de abril de 2007 - Sábado)

| Horário |           |     |         | Estádio  |
| ------- | --------- | --- | ------- | -------- |
| 17h00   | Rio Negro | 0x6 | Roraima | Ribeirão |
| 19h15   | River     | 0x5 | Baré    | Ribeirão |

- Quarta rodada (14 de abril de 2007 - Sábado)

| Horário |         |     |              | Estádio  |
| ------- | ------- | --- | ------------ | -------- |
| 17h00   | Roraima | 6x2 | GAS          | Ribeirão |
| 19h15   | Baré    | 2x1 | São Raimundo | Ribeirão |

 
|
- Quinta rodada (21 de abril de 2007 - Sábado)

| Horário |              |     |           | Estádio  |
| ------- | ------------ | --- | --------- | -------- |
| 17h00   | São Raimundo | 1x0 | Rio Negro | Ribeirão |
| 19h15   | River        | 3x1 | GAS       | Ribeirão |

- Sexta rodada (24 de abril de 2007 - Terça-feira)

| Horário |           |     |              | Estádio  |
| ------- | --------- | --- | ------------ | -------- |
| 18h30   | Rio Negro | 0x2 | Baré         | Ribeirão |
| 20h15   | Roraima   | 1x0 | São Raimundo | Ribeirão |

- Sétima rodada (28 de abril de 2007 - Sábado)

| Horário |           |     |              | Estádio  |
| ------- | --------- | --- | ------------ | -------- |
| 17h00   | Rio Negro | 0x1 | River        | Ribeirão |
| 19h15   | GAS       | 1x2 | São Raimundo | Ribeirão |

- Oitava rodada (5 de maio de 2007 - Sábado)

| Horário |      |     |         | Estádio   |
| ------- | ---- | --- | ------- | --------- |
| 18h30   | Baré | 0x1 | Roraima | Canarinho |

|}

### Classificação
| Tabela de classificação | Tabela de classificação | Tabela de classificação | Tabela de classificação | Tabela de classificação | Tabela de classificação | Tabela de classificação | Tabela de classificação | Tabela de classificação | Tabela de classificação |
| Time | Time                    | Pts                     | J                       | V                       | E                       | D                       | GP                      | GC                      | SG                      |
| --- | ----------------------- | ----------------------- | ----------------------- | ----------------------- | ----------------------- | ----------------------- | ----------------------- | ----------------------- | ----------------------- |
| 1 | Atlético Roraima        | 15                      | 5                       | 5                       | 0                       | 0                       | 17                      | 3                       | 14                      |
| 2 | Baré                    | 12                      | 5                       | 4                       | 0                       | 1                       | 14                      | 2                       | 12                      |
| 3 | São Raimundo            | 9                       | 5                       | 3                       | 0                       | 2                       | 6                       | 5                       | 1                       |
| 4 | River                   | 6                       | 5                       | 2                       | 0                       | 3                       | 6                       | 11                      | -5                      |
| 5 | GAS                     | 3                       | 5                       | 1                       | 0                       | 4                       | 8                       | 19                      | -11                     |
| 6 | Rio Negro               | 0                       | 5                       | 0                       | 0                       | 5                       | 3                       | 14                      | -11                     |
| Pts – pontos; J – jogos disputados; V - vitórias; E - empates; D - derrotas; GP – golos pró; GC – golos contra; SG – saldo de golos |                         |                         |                         |                         |                         |                         |                         |                         |                         |

## Segundo turno
| Campeão (2º turno)      | RORAIMA |
| Vice-campeão (2º turno) | Baré    |

Para o segundo turno todos os jogos foram transferidos para o estádio Canarinho, refletindo num público menor para jogos com clubes de menor tradição devido a localização e ao custo das entradas.
| Grupo A          | PG | J | V | E | D | GP | GC | SG |
| ---------------- | -- | - | - | - | - | -- | -- | -- |
| (1º) Baré        | 6  | 2 | 2 | 0 | 0 | 8  | 0  | 8  |
| (2º) S. Raimundo | 3  | 2 | 1 | 0 | 1 | 1  | 2  | -1 |
| (3º) GAS         | 0  | 2 | 0 | 0 | 2 | 0  | 7  | -7 |

| Grupo A               | PG | J | V | E | D | GP | GC | SG |
| --------------------- | -- | - | - | - | - | -- | -- | -- |
| (1º) Atlético Roraima | 6  | 2 | 2 | 0 | 0 | 3  | 0  | 3  |
| (2º) River            | 3  | 2 | 1 | 0 | 1 | 2  | 3  | -1 |
| (3º) Rio Negro        | 0  | 2 | 0 | 0 | 2 | 1  | 3  | -2 |

|}

### Final do segundo turno
A final do segundo turno foi a verdadeira decisão do campeonato estadual 2007. Como o Roraima havia conquistado o primeiro turno, vencendo o segundo seria campeão arrastão, tornando desnecessárias as duas decisões finais — que ocorreriam caso o Baré vencesse.
Com forte presença das torcidas colorada e tricolor, viu-se um disputado jogo no estádio Canarinho. No primeiro tempo teve-se Baré 1 (Stanley) × 2 (Diogo e Gidelson) Roraima, e no segundo o Baré empatou forçando a prorrogação com outro gol de Stanley.
Empurrado pela torcida, o Atlético Roraima, com um homem a menos e recebendo grande pressão da equipe barelista, arrancou um contra-ataque no último minuto do segundo tempo das prorrogações e marcou o gol do título, do artilheiro Rigoberto, evitando os pênaltis e dando ao clube o sexto título profissional.
O trio de arbitragem do clássico Bareima foi formado por Gemerson Gurjão e os auxiliares Dorisley Pinheiro e Gean Carlos. Françuar Fernandes foi o quarto árbitro.
| Horário                      | Campeão          | Placar | Vice-Campeão | Estádio   |
| ---------------------------- | ---------------- | ------ | ------------ | --------- |
| 1 de setembro de 2007, 18h30 | Atlético Roraima | 3x2    | Baré         | Canarinho |

## Premiação
| Campeonato Roraimense de 2007         |
| Campeonato Roraimense                 |
| ------------------------------------- |
| Atlético Roraima Campeão (15º título) |